# エナリス
株式会社エナリス（英: ENERES Co., Ltd.）は、エネルギーエージェントサービスや電力卸取引などを行っている企業である。

## 概要
2004年に池田元英が創業し「エネルギー流通情報事業」を役務としている。需要家の電源選択と効率的利用へ向けた各種サービスと、東日本大震災以降に節電マネジメントサービスを提供している。

## 沿革
- 2004年12月 - 有限会社エナリス設立
- 2006年5月 - 株式会社エナリスへ組織変更
- 2012年4月 - 経済産業省の補助事業「エネルギー管理システム導入促進事業」におけるBEMSアグリゲータに登録
- 2013年10月 - 東京証券取引所マザーズに上場、上場2日目の初値は、公開価格の280円の2.6倍となる717円をつけた[3]。
- 2014年12月 - 社長が池田元英から村上憲郎へ交代。
- 2015年1月 - 東京証券取引所から特設注意市場銘柄に指定。
- 2016年
  - 6月 - エナリス労働組合が結成。
  - 8月 - KDDI株式会社と資本・業務提携。KDDIが池田元英とその親族から30%の株式を取得し、同社はその他の関係会社となる[5]。
  - 9月 - 東京証券取引所から特設注意市場銘柄の指定を解除。
- 2018年
  - 8月 - KDDI株式会社と電源開発株式会社が共同で、エナリス株式の株式公開買付けを行うことを発表。同時に監理銘柄（確認中）に指定[6][7]。
  - 12月 KDDIと電源開発による株式公開買付けが成立。KDDIが親会社に、電源開発がその他の関係会社となる[8]。
- 2019年
  - 3月 - 東京証券取引所マザーズ上場廃止。株式併合により株主がKDDI及び電源開発のみとなる[9]。

## 不祥事
2014年10月23日、約10億円の売掛金残高がある取引先「テクノ・ラボ」が実態不明の会社であると東京アウトローズが報じ、10月24日に株価が1090円から790円のストップ安まで下落した。
12月12日、2014年第3四半期決算を当初の予定より一ヶ月遅れで発表し、通期業績見通しを下方修正した。連結売上高は期初計画を434億3300万円から349億円へ減額、最終損益は従来12億6900万円の黒字から21億5000万円の赤字に転落した。修正理由は売上高の取消、子会社化した企業ののれん代の減損処理に伴う特別損失の計上によるものであった。
12月19日、創業者の池田元英が社長を引責辞任し、社外取締役であった村上憲郎に交代した。
2015年1月29日、有価証券上場規程第501条第1項第3号（開示された情報の内容に虚偽があり、内部管理体制等について改善の必要性が高いと認められるため）により東京証券取引所から特設注意市場銘柄に指定され、上場契約違約金2400万円を徴求される。前年12月19日の第三者調査委員会の追加調査報告の開示により発電機・太陽光発電施設に係る売上が過大に計上されていることが発覚し、2013年第3四半期～2014年第2四半期決算が虚偽であると認められたため。
2016年1月29日に1回目の内部管理体制確認書を提出したが、コーポレート・ガバナンスなどが不十分として同年5月31日に特設注意市場銘柄の継続が決定。同年7月29日に監理銘柄（審査中）に指定されたと同時に、2回目の内部管理体制確認書を提出した。同年9月24日に、内部管理体制等が改善されたとして特設注意銘柄指定が解除された。